# Templo de Apolo (Sida)
O Templo de Apolo (em turco: Apollon Tapınağı) é um templo romano construído por volta de 150 d.C. durante a era da Pax Romana na antiga cidade cária de Sida, no sul da Turquia, na costa do Mar Mediterrâneo, e dedicado a Apolo, o deus grego e romano da música, harmonia e luz, inter alia.
O Templo de Apolo remonta à época do imperador romano Antonino Pio (c. 138–161).
Entre 1984 e 1990, as cinco colunas, que permaneceram de pé lado a lado ao longo dos séculos, e os capitéis foram restaurados. Como a base de concreto que sustentava as colunas começou a se desgastar e as barras de ferro dentro das colunas vieram à superfície devido às condições climáticas, obras de restauração foram realizadas em 2017. As partes quebradas das colunas foram reparadas com o mesmo material usado durante a restauração na década de 1980.
O Templo de Apolo é uma atração turística notável na província de Antália.

## Eventos recentes
Em maio de 2022, uma boate chamada "Apollo" foi inaugurada perto do sítio arqueológico do Templo de Atena, adjacente ao local, usando vestígios históricos como portão de entrada. A boate começou a operar apesar das reclamações e advertências dos arqueólogos de que a iluminação e o barulho alto causariam danos às escavações em andamento e representariam um efeito catastrófico para os monumentos ao redor.